# Mexistenasellus nulemex
Mexistenasellus nulemex är en kräftdjursart som beskrevs av Bowman 1982. Mexistenasellus nulemex ingår i släktet Mexistenasellus och familjen Stenasellidae. IUCN kategoriserar arten globalt som sårbar. Inga underarter finns listade i Catalogue of Life.